# Gran Premio di Germania 1975
Il Gran Premio di Germania 1975 è stata la undicesima prova della stagione 1975 del Campionato mondiale di Formula 1. Si è corsa domenica 3 agosto 1975 sul Nürburgring. La gara è stata vinta dall'argentino Carlos Reutemann su Brabham-Ford Cosworth; per il vincitore si trattò del quarto successo nel mondiale. Ha preceduto sul traguardo il francese Jacques Laffite su Williams-Ford Cosworth e l'austriaco Niki Lauda su Ferrari.

## Vigilia

### Sviluppi futuri
Nel corso del fine settimana del Gran Premio di Germania venne annunciata la cancellazione del Gran Premio del Canada, che avrebbe dovuto disputarsi il 21 settembre sul Mosport Park. Non venne trovato l'accordo tra scuderie e organizzatori in merito al rimborso da garantire ai partecipanti. Nella stessa occasione venne confermato il Gran Premio degli Stati Uniti, anch'esso in dubbio per motivi simili.

### Aspetti tecnici
La Shadow portò la nuova DN7 a motore Matra, senza però farla esordire. La Lotus affidò a Watson la 72F. La BRM decise di non prendere parte al gran premio visti gli scarsi risultati recenti, nel tentativo di migliorare la sua competitività.

### Aspetti sportivi
La Surtees non partecipò alla gara per l'impossibilità di montare una vettura dopo l'incidente di Silverstone.
Per tale ragione il nordirlandese John Watson, che aveva corso fino al gran premio precedente con il team di John Surtees, venne ingaggiato dalla Lotus al posto di Jim Crawford, grazie al miglior risultato in un test con gli altri piloti che la Lotus aveva schierato a Silverstone; la scuderia inglese schierò quindi nuovamente due sole vetture. L'Ensign iscrisse il solo Gijs van Lennep, mentre Ian Ashley poté fare il suo debutto effettivo alla Williams.
Harald Ertl, austriaco, debuttò sulla Hesketh sponsorizzata dalla Wartsteiner Brewery, mentre la Maki si affidò a un pilota britannico, Tony Trimmer al posto di Fushida. Trimmer aveva già disputato numerosi gran premi, tutti però non validi per il campionato mondiale, in cui aveva ottenuto anche un quarto posto con l'ISO-Marlboro gestita dalla Williams, nella Race of Champions 1973.

## Qualifiche

### Resoconto
Nella prima giornata di prove Niki Lauda su Ferrari fece segnare il tempo migliore, in 7'00"6, migliorando il tempo ufficioso fatto segnare dallo stesso austriaco nella stagione precedente. Lauda precedette le due McLaren-Ford Cosworth di Jochen Mass e Emerson Fittipaldi; il quarto tempo venne fatto dall'altro ferrarista Clay Regazzoni. Fittipaldi scontò dei problemi di surriscaldamento del motore dovuto a una perdita d'acqua.
Il giorno seguente Lauda abbatté il muro dei 7 minuti sul giro del circuito, ottenendo 6'58"6, alla media di 196,383 km/h. In prima fila si classificò Carlos Pace su Brabham, a un secondo e quattro decimi. Il giorno precedente le Brabham erano state poco competitive, a causa del mancato adattamento della vettura alle sconnessioni del circuito. La seconda fila venne egemonizzata dalla Tyrrell, con Jody Scheckter davanti a Patrick Depailler. Regazzoni chiuse quinto, mentre Mass, secondo al venerdì, fu solo sesto, penalizzato da un brutto incidente che lo costrinse all'uso del muletto. Una sua uscita nella zona dell'Adenauer Forst danneggiò lievemente la vettura ma il sopraggiungente Tony Brise uscì anch'egli nello stesso punto, e l'impatto della sua Hill sulla vettura di Mass fu tale da distruggerla e metterla fuori uso. Al mattino Ian Ashley, della Williams, ebbe un incidente che gli costò una frattura al piede e l'impossibilità di prendere il via alla gara.
Trimmer, con la Maki, si ritrovò con la vettura praticamente su tre ruote per il cedimento della sospensione posteriore sinistra all'altezza del Karussel; fu un cedimento strutturale potenzialmente molto pericoloso ma, per fortuna, la macchina si arrestò all'interno del tracciato, senza altre conseguenze per il pilota britannico, anche in questa occasione non qualificato.

### Risultati
Nella sessione di qualifica si è avuta questa situazione:
| Pos                     | Nº | Pilota             | Costruttore              | Squadra                         | Tempo  | Griglia |
| ----------------------- | -- | ------------------ | ------------------------ | ------------------------------- | ------ | ------- |
| 1                       | 12 | Niki Lauda         | Ferrari                  | Scuderia Ferrari SpA SEFAC      | 6'58"6 | 1       |
| 2                       | 8  | Carlos Pace        | Brabham-Ford Cosworth    | Martini Racing                  | 7'00"0 | 2       |
| 3                       | 3  | Jody Scheckter     | Tyrrell-Ford Cosworth    | Elf Team Tyrrell                | 7'01"3 | 3       |
| 4                       | 4  | Patrick Depailler  | Tyrrell-Ford Cosworth    | Elf Team Tyrrell                | 7'01"4 | 4       |
| 5                       | 11 | Clay Regazzoni     | Ferrari                  | Scuderia Ferrari SpA SEFAC      | 7'01"6 | 5       |
| 6                       | 2  | Jochen Mass        | McLaren-Ford Cosworth    | Marlboro Team Texaco            | 7'01"8 | 6       |
| 7                       | 10 | Hans-Joachim Stuck | March-Ford Cosworth      | Lavazza March                   | 7'02"1 | 7       |
| 8                       | 1  | Emerson Fittipaldi | McLaren-Ford Cosworth    | Marlboro Team Texaco            | 7'02"7 | 8       |
| 9                       | 24 | James Hunt         | Hesketh-Ford Cosworth    | Hesketh Racing                  | 7'02"7 | 9       |
| 10                      | 7  | Carlos Reutemann   | Brabham-Ford Cosworth    | Martini Racing                  | 7'04"0 | 10      |
| 11                      | 9  | Vittorio Brambilla | March-Ford Cosworth      | Beta Team March                 | 7'06"0 | 11      |
| 12                      | 17 | Jean-Pierre Jarier | Shadow-Ford Cosworth     | UOP Shadow Racing Team          | 7'07"1 | 12      |
| 13                      | 27 | Mario Andretti     | Parnelli-Ford Cosworth   | Vel's Parnelli Jones Racing     | 7'08"2 | 13      |
| 14                      | 6  | John Watson        | Lotus-Ford Cosworth      | John Player Team Lotus          | 7'09"4 | 14      |
| 15                      | 21 | Jacques Laffite    | Williams-Ford Cosworth   | Frank Williams Racing Cars      | 7'10"0 | 15      |
| 16                      | 16 | Tom Pryce          | Shadow-Ford Cosworth     | UOP Shadow Racing Team          | 7'10"1 | 16      |
| 17                      | 23 | Tony Brise         | Hill-Ford Cosworth       | Embassy Racing with Graham Hill | 7'10"9 | 17      |
| 18                      | 5  | Ronnie Peterson    | Lotus-Ford Cosworth      | John Player Team Lotus          | 7'11"6 | 18      |
| 19                      | 28 | Mark Donohue       | March-Ford Cosworth      | Penske Cars                     | 7'11"8 | 19      |
| 20                      | 20 | Ian Ashley         | Williams-Ford Cosworth   | Frank Williams Racing Cars      | 7'15"9 | NP      |
| 21                      | 22 | Alan Jones         | Hill-Ford Cosworth       | Embassy Racing with Graham Hill | 7'18"6 | 21      |
| 22                      | 30 | Wilson Fittipaldi  | Copersucar-Ford Cosworth | Copersucar-Fittipaldi           | 7'19"1 | 22      |
| 23                      | 25 | Harald Ertl        | Hesketh-Ford Cosworth    | Warsteiner Brewery              | 7'19"5 | 23      |
| 24                      | 19 | Gijs van Lennep    | Ensign-Ford Cosworth     | Team Ensign                     | 7'20"4 | 25      |
| 25                      | 29 | Lella Lombardi     | March-Ford Cosworth      | Lavazza March                   | 7'36"4 | 25      |
| Vetture non qualificate |    |                    |                          |                                 |        |         |
| NQ                      | 35 | Tony Trimmer       | Maki-Ford Cosworth       | Maki Engineering                | 7'43"1 | NQ      |

## Gara

### Resoconto
Niki Lauda prese la testa della gara, seguito da Carlos Pace. Jody Scheckter fu invece autore di una pessima partenza, tanto che fece spegnere il motore e venne sfilato da quasi tutte le altre vetture. Nel corso del primo giro, Patrick Depailler passò Pace. Dietro ai primi tre vi erano poi Jochen Mass, Carlos Reutemann, Clay Regazzoni, Hans-Joachim Stuck e Emerson Fittipaldi. Sempre nel corso del primo giro la vettura di Mass colpì un detrito sulla pista, questo danneggiò uno pneumatico, provocando un incidente, che costrinse il tedesco al ritiro.
Nel secondo giro fu Emerson Fittipaldi a subire un problema simile: un detrito gli forò una gomma, costringendolo a compiere gli ultimi cinque kilometri del tracciato a velocità ridotta, prima di poter cambiare lo pneumatico. Al termine del giro comandava sempre Lauda, davanti a Depailler, Pace, Reutemann e Regazzoni. Nelle retrovie intanto Scheckter si era portato già in dodicesima posizione, grazie a diversi sorpassi e facilitato dai ritiri.
Il giro seguente John Watson, che era undicesimo, subì la rottura di una sospensione dopo un salto; per fortuna l'inguidabilità della monoposto non ebbe conseguenze per il pilota, che fu comunque costretto al ritiro. Regazzoni passò Reutemann, mentre James Hunt sorpassò Hans-Joachim Stuck, sul lungo rettilineo del Tiergarten, passando in sesta posizione. Poco dopo il tedesco della March fu costretto al ritiro per l'esplosione del propulsore.
Nel quinto giro Pace fu autore di un testacoda che gli costò ben tre posizioni, tanto che venne passato da Clay Regazzoni, Carlos Reutemann e James Hunt. Nel giro 6 Pace forò una gomma, uscì di pista, ruppe una sospensione, e fu costretto al ritiro. Davanti Lauda venne sempre più pressato da Depailler.
Nel settimo giro Jody Scheckter passò Jarier, installandosi al sesto posto. Il francese, poco dopo, fu anche lui colpito da una foratura e costretto al ritiro. Stessa sorte per il sudafricano, a causa di un incidente. All'ottavo giro finì, di fatto, la gara di Depailer che subì la rottura della sospensione; fu costretto così a una lunga sosta ai box, che lo allontanò definitivamente dalle posizioni di testa. Ora dietro a Lauda si trovò il compagno di scuderia Clay Regazzoni, seguito da Carlos Reutemann, James Hunt, Tom Pryce e Jacques Laffite.
Nel nono giro le possibilità della Ferrari di agguantare una doppietta vennero meno a causa della rottura del motore sulla vettura di Regazzoni e di una foratura per Lauda. Ora in testa si trovava Carlos Reutemann, seguito da Hunt, Pryce, Laffite, Lauda e Jones.
All'undicesimo giro forò anche Hunt; un errore ai box però gli costò la possibilità di ripartire. Poco dopo, sulla vettura di Tom Pryce si ruppe un apparato dell'impianto del carburante. Il gallese dovette così rallentare, anche perché stava subendo delle ustioni chimiche ed era semi-intossicato dai vapori di benzina, venendo passato sia da Laffite che da Lauda.
Vinse così Carlos Reutemann, davanti a Jacques Laffite (per la prima volta a punti), che colse così il primo podio per la Williams da quando la scuderia britannica correva con vetture che portavano il suo nome. Terzo fu Lauda; a punti anche Tom Pryce e, per la prima volta nella sua carriera, Alan Jones; sesto fu Gijs van Lennep: per l'Ensign questo sesto posto rappresentò il primo arrivo a punti, al sedicesimo gran premio valido per il mondiale, che disputava.
Nelle classifiche mondiali Reutemann si portò a 17 punti da Lauda, mentre la Brabham a soli tre dalla Ferrari.
La Goodyear, fornitrice degli pneumatici per tutte le case, emise un comunicato a fine gara in cui affermò che l'alto numero di forature, che le vetture avevano subito durante il gran premio, era dovuto alla presenza di molti detriti sulla pista. La casa statunitense invitò gli organizzatori a provvedere per gli anni seguenti.

### Risultati
I risultati del Gran Premio sono i seguenti:
| Pos | No | Pilota             | Costruttore              | Giri | Tempo/Ritiro        | Pos.Griglia | Punti |
| --- | -- | ------------------ | ------------------------ | ---- | ------------------- | ----------- | ----- |
| 1   | 7  | Carlos Reutemann   | Brabham-Ford Cosworth    | 14   | 1:41'14"1           | 10          | 9     |
| 2   | 21 | Jacques Laffite    | Williams-Ford Cosworth   | 14   | + 1'37"7            | 15          | 6     |
| 3   | 12 | Niki Lauda         | Ferrari                  | 14   | + 2'23"3            | 1           | 4     |
| 4   | 16 | Tom Pryce          | Shadow-Ford Cosworth     | 14   | + 3'31"4            | 16          | 3     |
| 5   | 22 | Alan Jones         | Hill-Ford Cosworth       | 14   | + 3'50"3            | 21          | 2     |
| 6   | 19 | Gijs van Lennep    | Ensign-Ford Cosworth     | 14   | + 5'05"5            | 24          | 1     |
| 7   | 29 | Lella Lombardi     | March-Ford Cosworth      | 14   | + 7'30"4            | 25          |       |
| 8   | 25 | Harald Ertl        | Hesketh-Ford Cosworth    | 14   | + 7'40"9            | 23          |       |
| 9   | 4  | Patrick Depailler  | Tyrrell-Ford Cosworth    | 13   | + 1 Giro            | 7           |       |
| 10  | 27 | Mario Andretti     | Parnelli-Ford Cosworth   | 12   | Mancanza di benzina | 13          |       |
| Rit | 24 | James Hunt         | Hesketh-Ford Cosworth    | 10   | Ruota               | 9           |       |
| Rit | 11 | Clay Regazzoni     | Ferrari                  | 9    | Motore              | 5           |       |
| Rit | 23 | Tony Brise         | Hill-Ford Cosworth       | 9    | Incidente           | 17          |       |
| Rit | 3  | Jody Scheckter     | Tyrrell-Ford Cosworth    | 7    | Incidente           | 3           |       |
| Rit | 17 | Jean-Pierre Jarier | Shadow-Ford Cosworth     | 7    | Gomma               | 12          |       |
| Rit | 8  | Carlos Pace        | Brabham-Ford Cosworth    | 5    | Sospensione         | 2           |       |
| Rit | 30 | Wilson Fittipaldi  | Copersucar-Ford Cosworth | 4    | Motore              | 22          |       |
| Rit | 10 | Hans-Joachim Stuck | March-Ford Cosworth      | 3    | Motore              | 7           |       |
| Rit | 1  | Emerson Fittipaldi | McLaren-Ford Cosworth    | 3    | Sospensione         | 8           |       |
| Rit | 9  | Vittorio Brambilla | March-Ford Cosworth      | 3    | Sospensione         | 11          |       |
| Rit | 6  | John Watson        | Lotus-Ford Cosworth      | 2    | Sospensione         | 14          |       |
| Rit | 5  | Ronnie Peterson    | Lotus-Ford Cosworth      | 1    | Frizione            | 18          |       |
| Rit | 28 | Mark Donohue       | March-Ford Cosworth      | 1    | Gomme               | 19          |       |
| Rit | 2  | Jochen Mass        | McLaren-Ford Cosworth    | 0    | Incidente           | 6           |       |
| NP  | 20 | Ian Ashley         | Williams-Ford Cosworth   |      | Incidente           | 20          |       |
| NQ  | 35 | Tony Trimmer       | Maki-Ford Cosworth       |      |                     |             |       |
| NA  | 14 | Bob Evans          | BRM                      |      |                     |             |       |

## Statistiche
Piloti
- 4ª vittoria per Carlos Reutemann
- 1° podio per Jacques Laffite
- 50º Gran Premio per Carlos Pace
- 1º Gran Premio per Tony Trimmer e Harald Ertl
- Ultimo Gran Premio per Gijs van Lennep

Costruttori
- 18° vittoria per la Brabham
- 1° e unico podio per la Frank Williams Racing Cars

Motori
- 85° vittoria per il motore Ford Cosworth

Giri al comando
- Niki Lauda (1-9)
- Carlos Reutemann (10-14)

## Classifiche Mondiali

### Piloti
| Pos | Pilota             | Punti |
| --- | ------------------ | ----- |
| 1   | Niki Lauda         | 51    |
| 2   | Carlos Reutemann   | 34    |
| 3   | Emerson Fittipaldi | 33    |
| 4   | James Hunt         | 25    |
| 5   | Carlos Pace        | 24    |
| 6   | Jody Scheckter     | 19    |
| 7   | Clay Regazzoni     | 16    |
| 8   | Jochen Mass        | 14,5  |
| 9   | Patrick Depailler  | 12    |
| 10  | Jacques Laffite    | 6     |
| 11  | Mario Andretti     | 5     |
| 11  | Tom Pryce          | 5     |
| 13  | Mark Donohue       | 4     |
| 14  | Jacky Ickx         | 3     |
| 14  | Ronnie Peterson    | 3     |
| 16  | Alan Jones         | 2     |
| 16  | Vittorio Brambilla | 2     |
| 18  | Jean-Pierre Jarier | 1,5   |
| 19  | Tony Brise         | 1     |
| 19  | Gijs van Lennep    | 1     |
| 21  | Lella Lombardi     | 0,5   |

### Costruttori
| Pos | Costruttore            | Punti |
| --- | ---------------------- | ----- |
| 1   | Ferrari                | 54    |
| 2   | Brabham-Ford Cosworth  | 51    |
| 3   | McLaren-Ford Cosworth  | 39,5  |
| 4   | Hesketh-Ford Cosworth  | 25    |
| 5   | Tyrrell-Ford Cosworth  | 24    |
| 6   | Shadow-Ford Cosworth   | 6,5   |
| 7   | Lotus-Ford Cosworth    | 6     |
| 7   | Williams-Ford Cosworth | 6     |
| 9   | Parnelli-Ford Cosworth | 5     |
| 10  | March-Ford Cosworth    | 3     |
| 10  | Hill-Ford Cosworth     | 3     |
| 12  | Penske-Ford Cosworth   | 2     |
| 13  | Ensign-Ford Cosworth   | 1     |